# Arazede
Arazede é uma vila portuguesa sede da Freguesia de Arazede do Município de Montemor-o-Velho, freguesia com 52,72 km² de área e 4976 habitantes (censo de 2021), tendo, por isso, uma densidade populacional de 94,4 hab./km².

## História
Arazede foi sede de concelho e vila entre 1781 e 1840, data em que foi anexada ao concelho de Cadima. Em 1801 tinha 3626 habitantes e era constituído apenas pela freguesia da sede. Em 1853, pelo Decreto de 31 de Dezembro, Arazede foi integrada no concelho (atual município) de Montemor-o-Velho. 
Foram seus donatários o bispo de Coimbra e o Mosteiro de Santa Cruz de Coimbra, passando este último para a Universidade de Coimbra.
A origem de Arazede é anterior à Nacionalidade, mas a primeira referência deste local remota ao século XI, mais propriamente a 1087, aquando do testamento de D. Sisnando, governador de Coimbra, onde afirma mandar povoar "Arazed" e de a dotar à Igreja de São Miguel de Milraus ou Milreus.
Em 1112, Sandim Gonçalves, ao tempo senhor da Vila de Arazede dou-a ao Mosteiro de Lorvão - Ordem de São Bento (então sujeita à Sé de Coimbra) e a constituir património de entrada de uma das sua filhas no referido mosteiro. No ano de 1162, o Mosteiro de Santa Cruz de Coimbra, em "contrato de doação" declara-a ao território de Montemor-o-Velho.
No século XIV, tem como capitão donatário o Mosteiro de Santa Cruz de Coimbra e no século XVIII era couto da Universidade de Coimbra. Após anexação do priorado-Mor de Santa Cruz à Universidade, o mosteiro ficou com as rendas, a jurisdição crime na vila Montemor-o-Velho e o Civil da Universidade com "trez casaes e meyo".
O foral manuelino de 23 de agosto de 1514 concedido ao Mosteiro de Santa Cruz de Coimbra e respeitante aos “coutos de Arazede, Cadima, Zambujal, Maiorca, Verride, Alhadas e Quiaios” diz que Arazede tem “sete casaes… pagará tributos como os de Cadima”. Arazede também é referida no foral manuelino concedido a Montemor a 20 de agosto de 1516 nos seguintes termos: “colheita de Cadima e Arazede// E os moradores dos ditos lugares pagam as colheitas do senhorio, em cada hum anno, por dia de Sam Miguel de Septembro em a Villa de Montemor, dentro da moeda antiga, setenta e sinco livras, e hora com a multiplicassam das livras, sam dous mil e sete centos reis, de seis seitis o real o nom os pagando, em o dito dia, pagaram por cada dia, que mais passar trinta reais, sem mais outro doubro, nem penna…”.
A 16 de maio de 1832 o “concelho” de Arazede depende para efeitos jurídicos da comarca da Figueira da Foz e em 1840 é anexada ao concelho de Cadima, juntamente com as freguesias da Tocha, Liceia e os “coutos” de Cadima e Zambujal. A 31 de Dezembro de 1853, com a extinção do concelho de Cadima as freguesias de Liceia e de Arazede são anexadas ao concelho de Montemor-o-Velho. As freguesias das Tocha e Cadima ficam anexas a Cantanhede.
Com a reforma administrativa de 1936, o Decreto-lei 27424 classifica a freguesia em 1ª ordem mercê de ao tempo deter uma população aproximada de 5289 habitantes. O Decreto-lei 46/88 de 19 de Abril de 1988 eleva Arazede à categoria de Vila.

Ainda na freguesia merecem referência, pela antiguidade e importância, os lugares de Vila Franca e Amieiro; este último foi reguengo da Casa de Aveiro, concedido por D. Manuel I em 1501 a D. Jorge, duque de Coimbra.

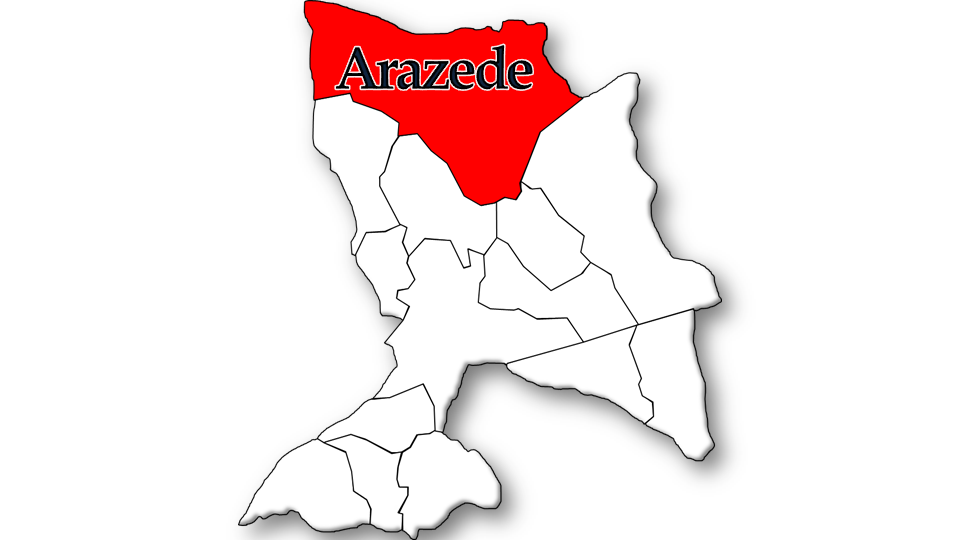
Localização no Município de Montemor-o-Velho

Arazede foi elevada a vila pelo Decreto-lei 46/88 de 19 de abril de 1988.

## Demografia
A população registada nos censos foi:
| Distribuição da População por Grupos Etários | Distribuição da População por Grupos Etários | Distribuição da População por Grupos Etários | Distribuição da População por Grupos Etários | Distribuição da População por Grupos Etários |
| -------------------------------------------- | -------------------------------------------- | -------------------------------------------- | -------------------------------------------- | -------------------------------------------- |
| Ano                                          | 0-14 Anos                                    | 15-24 Anos                                   | 25-64 Anos                                   | > 65 Anos                                    |
| 2001                                         | 868                                          | 825                                          | 3100                                         | 1163                                         |
| 2011                                         | 641                                          | 618                                          | 2941                                         | 1308                                         |
| 2021                                         | 502                                          | 429                                          | 2586                                         | 1459                                         |

## Povoações
A freguesia engloba os seguintes lugares: Amieiro, Arazede, Arneiro Tecelão, Arribança, Bebedouro, Bizarros, Bunhosa, Casal do Gaio, Casal Fernandes, Catarruchos, Faíscas, Gordos, Grilos, Lagoa do Torrão, Linhaceiros, Mata, Meco, Moita Vaqueira, Murteiro, Pelicanos, Pelichos, Piorno, Resgatados, Tojeiro, Vila Franca, Volta da Tocha e Zambujeiro.

## Património
- Igreja de Nossa Senhora do Pranto (Igreja Matriz);
- Capela do Senhor da Várzea - pequena capela de planta octogonal dedicada ao Senhor da Várzea;
- Capela de Santa Eufémia;
- Solar de Santa Madalena e janela seiscentistas;
- Cruzeiro Cristo Crucificado (século XVI) sobre um pilar quadrado, coberto por uma cúpula assente sobre quatro pilares de secção circular que terminam em pináculos piramidais;
- Academia Musical Arazedense (AMA), fundada a 25 de Março de 1894.

## Festividades
Os tradicionais festejos em Honra de Nossa Senhora do Pranto, padroeira de Arazede, realizam-se a 15 de agosto.